# Edwardsiana kemneri
Edwardsiana kemneri är en insektsart som först beskrevs av Ossiannilsson 1942.  Edwardsiana kemneri ingår i släktet Edwardsiana och familjen dvärgstritar. Arten är reproducerande i Sverige. Inga underarter finns listade i Catalogue of Life.